# Жёсткин, Иван Николаевич
Иван Николаевич Жёсткин (бел. Іван Мікалаевіч Жосткін; род. 8 мая 1991, Гомель) — белорусский футболист, полузащитник гомельского «Локомотива».

## Карьера

### Начало карьеры
Воспитанник клуба «Гомель». В 2008 и 2009 годах выступал за дублирующий состав клуба. В 2010 году отправился во вторую команду «Гомель-2» выступать во Вторую Лигу. Провёл за клуб 30 матчей в чемпионате, в которых отличился 2 забитыми голами. По окончании сезона вернулся в основную команду. В 2011 году отправился в аренду в «ДСК-Гомель». Дебютировал за клуб 23 апреля 2011 года в матче против минского «Партизана». Закрепился в клубе, чередуя игры со скамейки запасных и со старта. По окончании арендного соглашения покинул клуб. Затем покинул и гомельский клуб. Затем также поиграл таких в клубах Первой Лиги как светлогорский «Химик» и речицкий «Ведрич-97».

### «Гомельжелдортранс»
В 2014 году стал игроком клуба «Гомельжелдортранс». Дебютировал за клуб 19 апреля 2014 года в матче против «Городеи». Дебютный гол за клуб забил 7 июня 2014 года в матче против «Берёзы-2010». Стал одним из ключевых игроков клуба. В декабре 2014 года проходил просмотр в «Гомеле». Однако в марте 2015 года всё таки продлил контракт со своим клубом. Затем провёл в клубе еще полтора сезона, где также был одним из ключевых игроков клуба.

### «Белшина»
В июле 2022 года проходил просмотр в микашевичском «Граните» и бобруйской «Белшине». Затем вскоре стал игроком бобруйского клуба. Дебютный матч сыграл 31 июля 2016 года против «Крумкачей». Закрепился в основной команде клуба. Провёл за клуб 13 матчей и по окончании сезона покинул его.

### «Гомель»
В январе 2017 года тренировался с «Гомелем». В феврале 2017 года подписал контракт с клубом. Дебютировал за клуб 1 апреля 2017 года в матче против борисовского БАТЭ. Дебютный гол за клуб забил 20 мая 2017 года в матче против новополоцкого «Нафтана». Закрепился в основной команде клуба по началу сезона, однако к его второй половине чаще стал попадать в заявку клуба как игрок скамейки запасных. В феврале 2018 года продлил контракт с клубом. Новый сезон начинал снова как один из основных игроков клуба. Первый матч сыграл 31 марта 2018 года против «Слуцка», выйдя в стартовом составе и проведя на поле все 90 минут. Единственным голом отличился 2 декабря 2018 года в матче заключительного тура против «Витебска». Вскоре продлил контракт с клубом еще на сезон. В 2019 году вместе с клубом вылетел в Первую Лигу, заняв предпоследнее 15 место в турнирной таблице. В декабре 2019 года снова продлил контракт с клубом. Помог клубу вернулся в Высшую Лигу, став серебряным призёром чемпионата. В январе 2021 года покинул клуб.

### «Днепр-Могилёв»
В феврале 2021 года стал игроком могилёвского «Днепра». Дебютировал за клуб 17 апреля 2021 года в матче против «Лиды». Закрепился в основной команде клуба. Провёл за клуб 25 матчей во всех турнирах, в которых отличился 1 результативной передачей. По окончании сезона покинул клуб.

### «Локомотив» Гомель
В марте 2022 года стал игроком гомельского «Локомотива». Первый матч сыграл 10 апреля 2022 года в матче против «Орши», также отлчиившись результативной передачей. В матче 30 апреля 2022 года против «Островца» футболист отличился дублем из результативных передач. Первый гол за клуб забил 28 мая 2022 года в рамках Кубка Беларуси против клуба «Бобовня». Первый гол в чемпионате забил 24 июля 2022 года в матче против «Осиповичей». В матче 1 октября 2022 года против «Слонима» футболист отличился хет-триком из результативных передач. По итогу сезона футболист записал в свой актив 5 забитых голов во всех турнирах и 9 результативных передач, став лучшим ассистентом клуба.
В январе 2023 года футболист продлил контракт с гомельским клубом. Первый матч в новом сезоне футболист сыграл 2 апреля 2023 года против «Молодечно-2018», также отличившись первым забитым голом.